# شانسی بهتر برای فردا
شانسی بهتر برای فردا (به انگلیسی: Better Luck Tomorrow) یک فیلم جنایی و درام آمریکایی محصول سال ۲۰۰۲ به کارگردانی و نویسندگی جاستین لین است. این فیلم در مورد چند فرد آسیایی آمریکایی‌ است که وارد دنیای جرم و جنایت می‌شوند.

## خلاصه داستان
یک دانش‌آموز دبیرستانی به نام بن، به‌نظر می‌رسد در تمامی زمینه‌ها موفق شده به‌جز این‌که هنوز دختر مورد علاقه‌اش استفانی را به‌دست نیاورده است. زمانی که بن با یک مرد دردسرساز به نام داریک دوست می‌شود، ناخواسته وارد باتلاق جرم و جنایت و سرمایه‌گذاری‌های غیرقانونی می‌شود…

## بازیگران
- پاری شین [۳]
- جیسون توبین
- سانگ کانگ
- جان چو
- کارین آنا چونگ
- جری مترز